# Kościół św. Mateusza Apostoła w Dobieszewie
Kościół św. Mateusza Apostoła w Dobieszewie – katolicki kościół filialny zlokalizowany we wsi Dobieszewo w gminie Łobez, w powiecie łobeskim (województwo zachodniopomorskie). Należy do parafii Najświętszego Serca Jezusowego w Łobzie.

## Historia i architektura
Murowany z kamienia i cegły kościół został wzniesiony w XVI wieku. Budowla sytuowana jest na planie prostokąta, pozbawiona jest wieży. W rogach wsparta jest przyporami. Szczyty wschodni i zachodni są oszalowane. W południowej ścianie umieszczony jest trójuskokowy portal wejściowy. W elewacji zachodniej znajdują się dwa dwuuskokowe, okrągłołukowe okna, obmurowane cegłą. Świątynię nakrywa dwuspadowy dach.
W kościele znajduje się XV-wieczny tryptyk ołtarzowy ze św. Krzysztofem, św. Anną Samotrzecią i św. Katarzyną w środkowej części oraz postaciami 12 Apostołów na skrzydłach. Na awersie tryptyku umieszczona jest informacja o renowacji przeprowadzonej w 1921 roku przez rzeźbiarza Ehlerta i malarza Hoffmana. Zachował się też późnogotycki krucyfiks z pasyjką, renesansowa ambona oraz wsparta na słupach empora chórowa.
Po II wojnie światowej kościół został konsekrowany jako świątynia katolicka w dniu 9 października 1946 roku przez ks. Franciszka Lisa.
Obok kościoła ustawiona jest wolnostojąca XVII-wieczna dzwonnica oraz pomnik ku czci Helmuta Pretzella, ostatniego przedwojennego właściciela majątku Dobieszewo. Cały teraz otacza dawny niemiecki cmentarz, z zachowanymi nagrobkami.

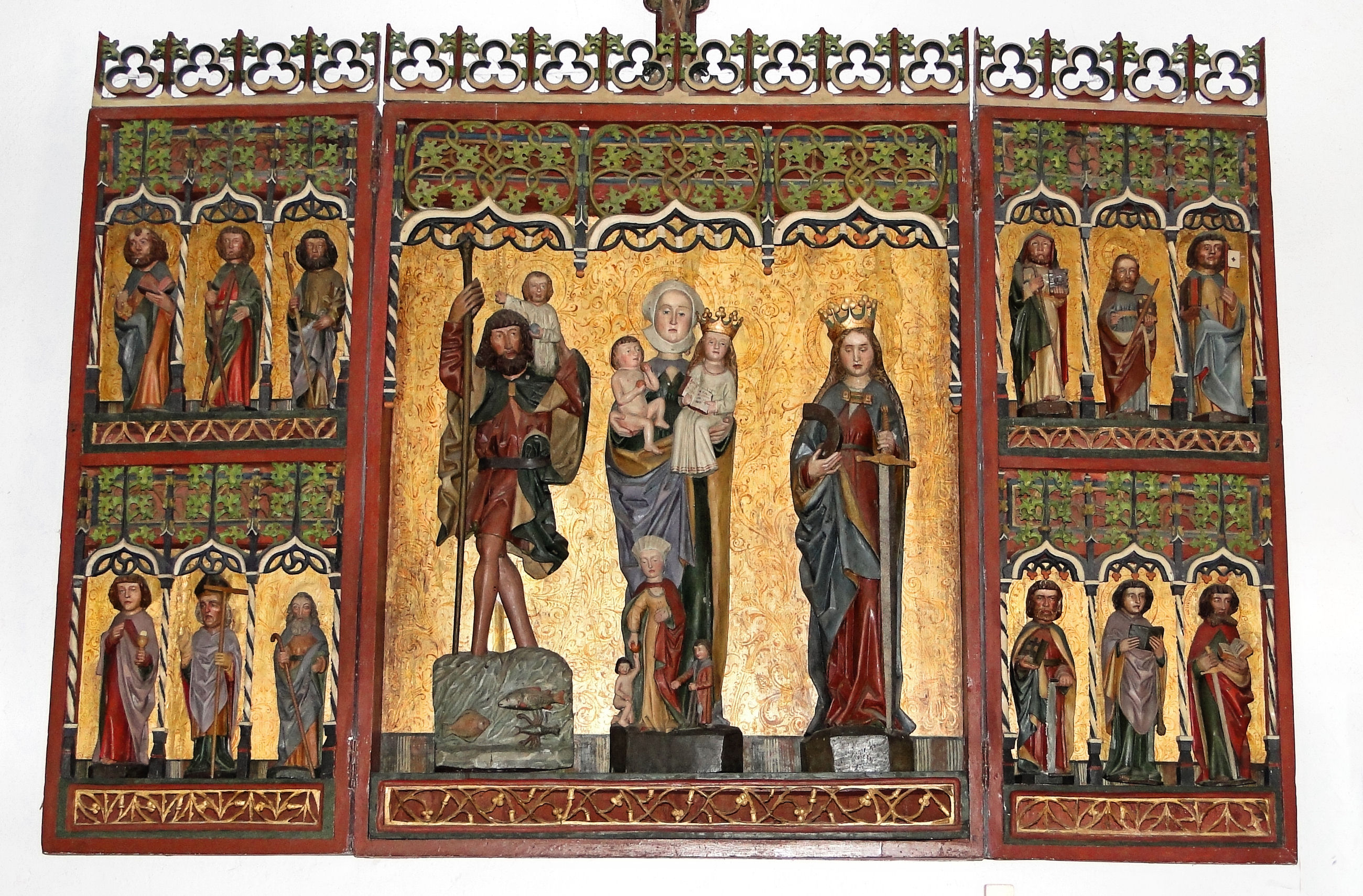
Tryptyk ołtarzowy
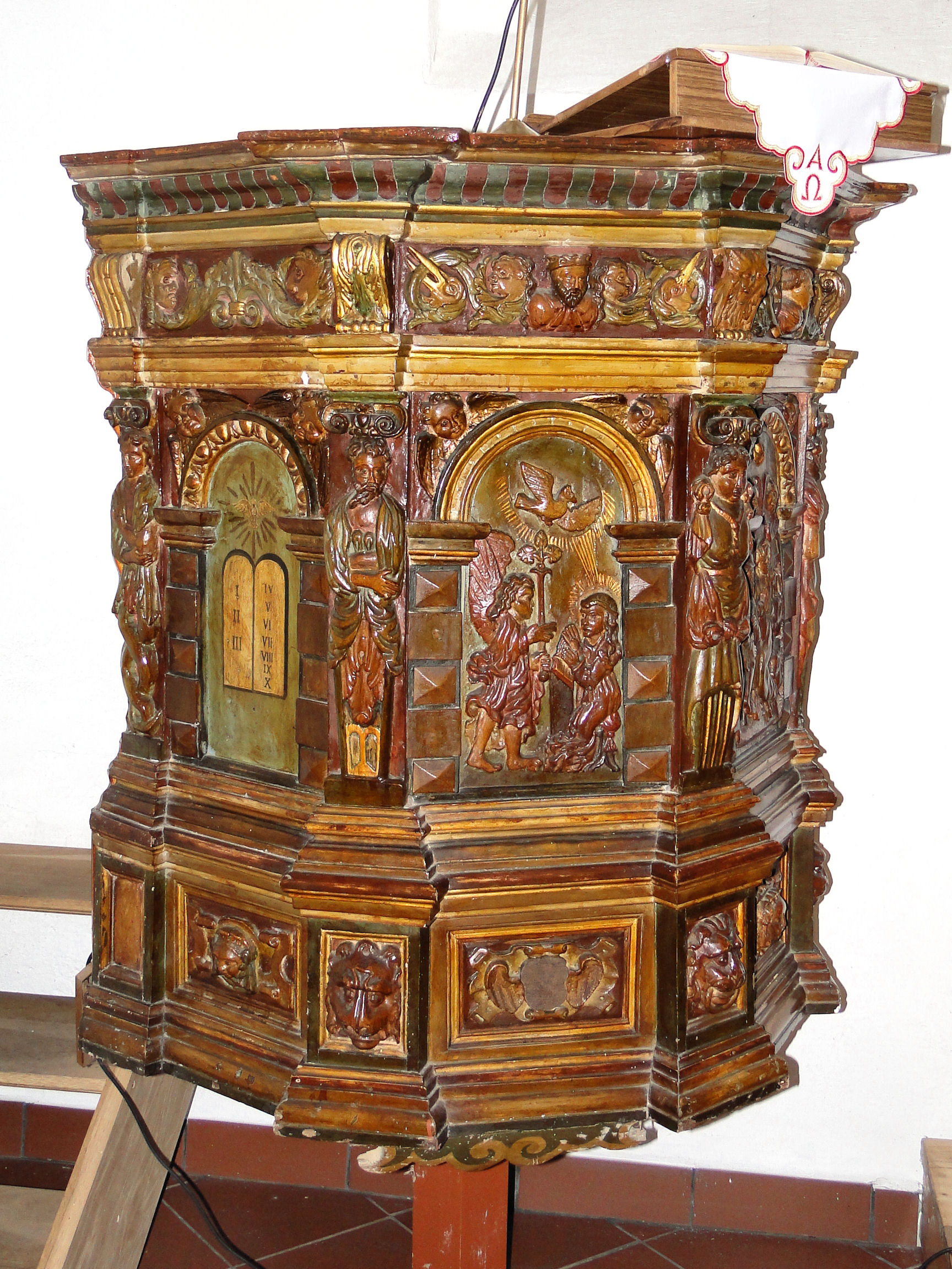
Renesansowa ambona
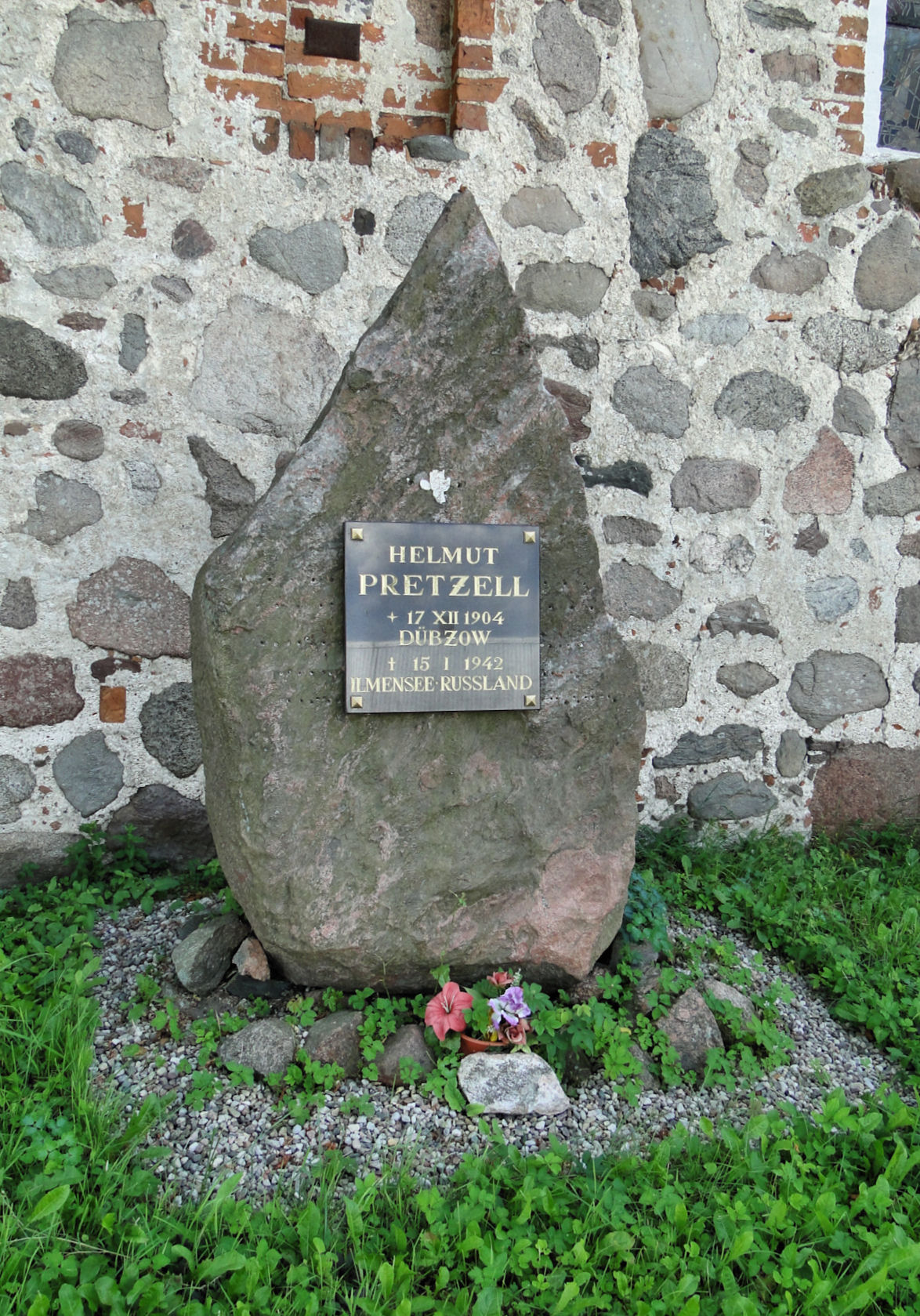
Pomnik ku czci Helmuta Pretzella obok kościoła